# Killer Moth
Killer Moth is een superschurk uit de wereld van DC Comics. Hij is een van de Joker's handlangers en daarmee een vijand van Batman. Killer Moth houdt erg van licht. Killer Moth is een mutant met speciale vleugels waarmee hij kan vliegen.

## In andere media

### Films
- In The Lego Batman Movie verschijnt Killer Moth in LEGO minifiguur-vorm als korte rol. De Nederlandse stem van Killer Moth werd ingesproken door Florus van Rooijen.

### Televisieseries
- Killer Moth verschijnt in de animatieserie Teen Titans. In de animatieserie wordt Killer Moth geïntroduceerd als crimineel die gemuteerd is tot mot wezen. De stem van Killer Moth werd ingesproken door Thomas Haden Church en later door Marc Worden.
- Killer Moth verschijnt in de animatieserie The Batman waarin hij wordt beschreven als een zwak hulpje van crimineel The Penguin. De stem van Killer Moth werd ingesproken door Jeff Bennett.
- Killer Moth verschijnt in de animatieserie Batman: The Brave and the Bold. De stem van Killer Moth werd ingesproken door Corey Burton.
- Killer Moth verschijnt in de animatieserie Teen Titans Go! in één enkele aflevering. De stem van Killer Moth werd ingesproken door Scott Menville.

### Videospellen
- In de videospellen LEGO Batman: The Videogame, LEGO Batman 2: DC Super Heroes en LEGO Batman 3: Beyond Gotham is Killer Moth een speelbaar personage. De stem van Killer Moth werd ingesproken door Joseph Balderrama voor het tweede deel en Troy Baker voor het derde deel.
- In de videospellen Batman: Arkham Asylum en Batman: Arkham Knight worden er enkele reverenties gemaakt naar Killer Moth. In het laatste deel vertelt een van Black Mask hulpjes dat Killer Moth is vermoord door Jason Todd als Red Hood.